# Merche Chapí Orrico
Merche Chapí Orrico (Paterna, València, 1 de març de 1939) és una directora teatral que ha desenvolupat la seva trajectòria professional a l’illa d’Eivissa, on viu des de finals dels anys seixanta.
Va començar a treballar en l’escena al Teatre Universitari de València, com a actriu i sobre tot com a ajudant de direcció, on va trobar el seu veritable interès. Després de treballar durant sis anys a la companyia del Teatre Principal de Palma, va fixar la residència a Eivissa, on continuà  la seva tasca professional i fundà l'escola de teatre Blat. Al 1975 creà el Grup Amateur de Teatre (GAT), que dirigí des d’aleshores.     
En el si del Grup Amateur de Teatre, que volia mantenir un teatre estable a la vila d’Eivissa, es van crear successivament l'Escola de Teatre GAT, al 1982, que impartia tècnica teatral, història del teatre i interpretació, i per la qual han passat molts alumnes al llarg dels anys, i el Club de Teatre GAT, al 1999, que estigué actiu durant un temps dirigit per Toni Riera, amb la intenció d’aplegar les persones interessades en les arts escèniques i oferir un espai de relació amb els altres grups teatrals d’Eivissa i de fora d’Eivissa.
Al llarg d’aquests anys Chapí ha posat en escena centenars de muntatges amb una mitjana de quatre obres a l’any, siguin del teatre universal, d’autors actuals, del teatre d’avantguarda o d’autors eivissencs com Toni Roca, Vicent Tur, Pepita Escandell o Marià Villangómez.
L’any 2021 es retirà de l’escena.

## Reconeixements
L’any 2018 rebé el Premi Ramon Llull que atorga el Govern de les Illes Balears en reconeixement de la seva trajectòria com a directora teatral i a la seva dedicació al teatre a Eivissa.
Al 2019 va rebre el Premi 8 de Març que atorga cada any l'Associació de Dones Progressistes a una dona que pugui ser un referent.
L’any 2022 l'Ajuntament d'Eivissa li va concedir la Medalla d'or de la ciutat “per la seva trajectòria com a directora de teatre, per les seves valuoses contribucions a la renovació de l'escena eivissenca i per la tasca duta a terme com a professora de teatre a la ciutat d'Eivissa”.
El documental de Carles Fabregat Sants i assassins, dirigit per Ramon Mayol, ressegueix al llarg de 35 minuts la carrera teatral de Chapí en el món del teatre.